# Chubsuguł
Chubsuguł (mong. Хөвсгөл нуур, Chöwsgöl nuur; zwane potocznie Małym Bajkałem, w przeszłości w j. polskim używano także nazwy Koso-Goł) – słodkowodne jezioro tektoniczne w północnej części Mongolii, w pobliżu granicy z Rosją.
Jest to drugie co do wielkości jezioro Mongolii i zarazem najgłębsze jezioro tego kraju. Chubsuguł jest 16. co do wielkości zbiornikiem słodkiej wody na świecie, ma blisko 70% mongolskich zasobów wody słodkiej i 2% światowych. Należy do jezior ultraoligotroficznych. Powierzchnia jeziora wynosi 2760 km², objętość 380,7 km³, długość 136 km, szerokość do 36,5 km, głębokość maksymalna 262 m, a głębokość średnia 138 m. Lustro wody leży na wysokości 1645 m n.p.m. Chubsuguł jest od grudnia do maja zamarznięty. Do jeziora wpływa 96 rzek i strumieni (34 stałych), a wypływa tylko jedna – Egijn gol.
Chubsuguł pod wieloma względami przypomina Bajkał. Jest wydłużone, bardzo głębokie i leży w tym samym co Bajkał rowie tektonicznym. Łączy się z nim poprzez wspomniany odpływ Egijn gol i Selengę. Ma też wiele elementów fauny i flory spokrewnionej z bajkalską. Zachodnie i wschodnie brzegi jeziora są bardzo strome.
Od 1913 roku latem na jeziorze odbywa się regularna żegluga między portami na południowym i północnym brzegu.
Pierwsze kompleksowe badania jeziora i okolicy przeprowadziła w pierwszej połowie lat 70. XX w. radziecko-mongolska ekspedycja naukowa. W otoczeniu jeziora znaleziono m.in. pokłady rud aluminium i manganu. W górach otaczających jezioro udokumentowano duże złoża fosforytu i grafitu. Na jeziorze rozwinęło się rybołówstwo.
Rejon jeziora w 1992 został ustanowiony parkiem narodowym. 